# Campeonato do Mundo B de Hóquei em Patins de 1996
O Campeonato do Mundo B de Hóquei Patins de 1996 Foi a 7ª edição do Campeonato do Mundo B de Hóquei em Patins, que se realiza a cada dois anos. É uma competição organizada pela FIRS (Federação Internacional de Desportos sobre patins) que apura os 3 primeiros classificados para o Campeonato do Mundo de Hóquei em Patins Masculino de 1997.
A competição decorreu em Vera Cruz, México entre os dias 2 de Novembro e 8 de Novembro.

## Inscritos
Estão representados os cinco continentes na 4ª edição do Campeonato do Mundo B de Hóquei em Patins.
| Continente | Pais       | Continente | Pais           | Continente | Pais          | Continente | Pais          |
| ---------- | ---------- | ---------- | -------------- | ---------- | ------------- | ---------- | ------------- |
| Europa     | Holanda    | Americano  | Estados Unidos | Africa     | África do Sul | Oceania    | Austrália     |
| Europa     | Andorra    | Americano  | Colômbia       | Africa     | Moçambique    | Oceania    | Nova Zelândia |
| Europa     | Inglaterra | Americano  | Chile          | Asia       | Israel        |            |               |
| Europa     | Bélgica    | Americano  | Uruguai        | Asia       | Japão         |            |               |
| Europa     | Áustria    | Americano  | México         | Asia       | Macau         |            |               |

## Fase de Grupos

### Grupo A
| Time       | J | V | E | D | GP | GC | SG | Pts |
| ---------- | - | - | - | - | -- | -- | -- | --- |
| Holanda    | 4 | 4 | 0 | 0 | 5  | 4  | +1 | 12  |
| Colômbia   | 4 | 3 | 0 | 1 | 9  | 7  | +2 | 9   |
| Moçambique | 4 | 2 | 0 | 2 | 8  | 11 | −3 | 6   |
| Austrália  | 4 | 0 | 1 | 3 | 8  | 11 | −3 | 1   |
| Macau      | 4 | 0 | 1 | 3 | 8  | 11 | −3 | 1   |

|            | HOL | COL | MOZ | AUS | MAC  |
| ---------- | --- | --- | --- | --- | ---- |
| Holanda    | –   | 4–2 | 6–5 | 6–1 | 14–2 |
| Colômbia   |     | –   | 4–1 | 4–1 | 9–2  |
| Moçambique |     |     | –   | 5–2 | 5–4  |
| Austrália  |     |     |     | –   | 6–6  |
| Macau      |     |     |     |     | –    |

### Grupo B
| Time           | J | V | E | D | GP | GC | SG  | Pts |
| -------------- | - | - | - | - | -- | -- | --- | --- |
| Estados Unidos | 5 | 5 | 0 | 0 | 50 | 10 | +40 | 15  |
| Chile          | 5 | 4 | 0 | 1 | 41 | 8  | +33 | 12  |
| Áustria        | 5 | 2 | 1 | 2 | 23 | 20 | +3  | 7   |
| México         | 5 | 2 | 1 | 2 | 18 | 17 | +1  | 7   |
| Uruguai        | 5 | 1 | 0 | 4 | 18 | 29 | −11 | 3   |
| Israel         | 5 | 0 | 0 | 5 | 3  | 69 | −66 | 0   |

|                | USA | CHI | AUT | MEX  | URU  | ISR  |
| -------------- | --- | --- | --- | ---- | ---- | ---- |
| Estados Unidos | –   | 4–3 | 7–2 | 10–3 | 11–2 | 18–0 |
| Chile          |     | –   | 9–1 | 4–1  | 9–1  | 16–1 |
| Áustria        |     |     | –   | 1–1  | 5–2  | 14–1 |
| México         |     |     |     | –    | 3–2  | 10–0 |
| Uruguai        |     |     |     |      | –    | 11–1 |
| Israel         |     |     |     |      |      | –    |

### Grupo C
| Time          | J | V | E | D | GP | GC | SG  | Pts |
| ------------- | - | - | - | - | -- | -- | --- | --- |
| Andorra       | 5 | 4 | 1 | 0 | 30 | 9  | +21 | 13  |
| Nova Zelândia | 5 | 3 | 1 | 1 | 17 | 14 | +3  | 10  |
| Inglaterra    | 5 | 2 | 1 | 2 | 17 | 18 | −1  | 7   |
| África do Sul | 5 | 1 | 3 | 1 | 11 | 16 | −5  | 6   |
| Bélgica       | 5 | 2 | 0 | 3 | 29 | 19 | +10 | 6   |
| Japão         | 5 | 0 | 0 | 5 | 11 | 39 | −28 | 0   |

|               | AND | NZL | ING | AFS | BEL | JPN  |
| ------------- | --- | --- | --- | --- | --- | ---- |
| Andorra       | –   | 4–2 | 6–2 | 2–2 | 6–2 | 12–1 |
| Nova Zelândia |     | –   | 6–3 | 2–2 | 5–4 | 2–1  |
| Inglaterra    |     |     | –   | 2–2 | 4–1 | 6–3  |
| África do Sul |     |     |     | –   | 1–7 | 4–3  |
| Bélgica       |     |     |     |     | –   | 15–3 |
| Japão         |     |     |     |     |     | –    |

## 2ªFase 9º/17º

### Grupo A
| Time    | J | V | E | D | GP | GC | SG  | Pts |
| ------- | - | - | - | - | -- | -- | --- | --- |
| Bélgica | 3 | 3 | 0 | 0 | 33 | 14 | +19 | 9   |
| Macau   | 3 | 1 | 1 | 1 | 16 | 25 | −9  | 4   |
| Japão   | 3 | 1 | 0 | 2 | 22 | 24 | −2  | 3   |
| México  | 3 | 0 | 1 | 2 | 16 | 24 | −8  | 1   |

|         | BEL | MAC  | JPN  | MEX  |
| ------- | --- | ---- | ---- | ---- |
| Bélgica | –   | 13–3 | 12–4 | 8–7  |
| Macau   |     | –    | 8–7  | 5–5  |
| Japão   |     |      | –    | 11–4 |
| México  |     |      |      | –    |

### Grupo B
| Time          | J | V | E | D | GP | GC | SG  | Pts |
| ------------- | - | - | - | - | -- | -- | --- | --- |
| Áustria       | 4 | 3 | 1 | 0 | 23 | 20 | +3  | 10  |
| África do Sul | 4 | 2 | 1 | 1 | 18 | 17 | +1  | 7   |
| Uruguai       | 4 | 1 | 2 | 1 | 18 | 17 | +1  | 5   |
| Austrália     | 4 | 1 | 2 | 1 | 18 | 29 | −11 | 5   |
| Israel        | 4 | 0 | 0 | 4 | 3  | 69 | −66 | 0   |

|               | AUT | AFS | URU | AUS | ISR  |
| ------------- | --- | --- | --- | --- | ---- |
| Áustria       | –   | V–D | 3–0 | 4–4 | 11–1 |
| África do Sul |     | –   | 3–3 | 4–1 | 5–2  |
| Uruguai       |     |     | –   | 4–4 | 14–0 |
| Austrália     |     |     |     | –   | 12–0 |
| Israel        |     |     |     |     | –    |

## Fase Final

### Apuramento Campeão
|  | Quartas de final | Quartas de final |                |          | Semifinais     | Semifinais     |  |  | Final | Final |
|  |                  |                  |                |          |                |                |  |  |       |       |
|  |                  |                  |                |          |                |                |  |  |       |       |
|  |                  |                  |                |          |                |                |  |  |       |       |
|  | Estados Unidos   | 10               |                |          |                |                |  |  |       |       |
|  | Estados Unidos   | 10               |                |          |                |                |  |  |       |       |
|  | Moçambique       | 0                |                |          |                |                |  |  |       |       |
|  | Moçambique       | 0                | Estados Unidos | 5        |                |                |  |  |       |       |
|  |                  |                  | Estados Unidos | 5        |                |                |  |  |       |       |
|  |                  | Andorra          | 3              |          |                |                |  |  |       |       |
|  | Andorra          | Andorra          | 3              | 7        |                |                |  |  |       |       |
|  | Andorra          |                  |                | 7        |                |                |  |  |       |       |
|  | Nova Zelândia    | 5                |                |          |                |                |  |  |       |       |
|  | Nova Zelândia    | 5                | Estados Unidos | 4        |                |                |  |  |       |       |
|  |                  |                  | Estados Unidos | 4        |                |                |  |  |       |       |
|  |                  | Holanda          | 1              |          |                |                |  |  |       |       |
|  | Holanda          | Holanda          | 1              | 1        |                |                |  |  |       |       |
|  | Holanda          |                  |                | 1        |                |                |  |  |       |       |
|  | Inglaterra       | 0                |                |          |                |                |  |  |       |       |
|  | Inglaterra       | 0                | Holanda        | 3        | Terceiro lugar | Terceiro lugar |  |  |       |       |
|  |                  |                  | Holanda        | 3        | Terceiro lugar | Terceiro lugar |  |  |       |       |
|  |                  | Colômbia         | 0              |          |                |                |  |  |       |       |
|  | Chile            | Colômbia         | 0              | 1        | Andorra        | 1              |  |  |       |       |
|  | Chile            |                  |                | 1        | Andorra        | 1              |  |  |       |       |
|  | Colômbia         | 2                |                | Colômbia | 5              |                |  |  |       |       |
|  | Colômbia         | 2                |                |          | 5              |                |  |  |       |       |
|  |                  |                  |                |          |                |                |  |  |       |       |
|  |                  |                  |                |          |                |                |  |  |       |       |

| CAMPEÃO DO MUNDO DE HÓQUEI EM PATINS B 1996 |
| ------------------------------------------- |
| USA PRIMEIRO TITULO                         |

### 5º/8º
|  | Semifinais    | Semifinais |   |               | 5º/6º      | 5º/6º |  |
|  |               |            |   |               |            |       |  |
|  |               |            |   |               |            |       |  |
|  | Moçambique    | 4          |   |               |            |       |  |
|  | Nova Zelândia | 2          |   |               |            |       |  |
|  |               |            |   |               |            |       |  |
|  |               |            |   |               |            |       |  |
|  |               |            |   |               | Moçambique | 1     |  |
|  |               | Chile      | 3 |               |            |       |  |
|  |               |            |   |               |            |       |  |
|  |               |            |   |               |            |       |  |
|  |               |            |   |               | 7º/8º      |       |  |
|  |               |            |   |               |            |       |  |
|  | Inglaterra    | 0          |   | Nova Zelândia | 1          |       |  |
|  | Chile         | 1          |   |               | Inglaterra | 2     |  |

### 9º/16º
| Lugar     | Partido       | Partido | Partido   | Resultado |
| --------- | ------------- | ------- | --------- | --------- |
| 9º - 10º  | Bélgica       | -       | Áustria   | 2-1       |
| 11º - 12º | África do Sul | -       | Macau     | 4-3       |
| 13º - 14º | Japão         | -       | Uruguai   | 6-4       |
| 15º - 16º | México        | -       | Austrália | 7-6       |

## Classificação final
| 1. Estados Unidos |
| 2. Holanda        |
| 3. Colômbia       |
| 4. Andorra        |
| 5. Chile          |
| 6. Moçambique     |
| 7. Inglaterra     |
| 8. Nova Zelândia  |
| 9. Bélgica        |
| 10. Áustria       |
| 11. África do Sul |
| 12. Macau         |
| 13. Japão         |
| 14. Uruguai       |
| 15. México        |
| 16. Austrália     |
| 17. Israel        |